# Vars (Górna Saona)
Vars – miejscowość i gmina we Francji, w regionie Burgundia-Franche-Comté, w departamencie Górna Saona.
Według danych na rok 1990 gminę zamieszkiwało 179 osób, a gęstość zaludnienia wynosiła 11 osób/km² (wśród 1786 gmin Franche-Comté Vars plasuje się na 565. miejscu pod względem liczby ludności, natomiast pod względem powierzchni na miejscu 173.).